# Herb gminy Kołaczkowo
Herb gminy Kołaczkowo – jeden z symboli gminy Kołaczkowo.

## Wygląd i symbolika
Herb przedstawia na tarczy dzielonej w pas na dwie części (górną niebieską i dolną zieloną) kolumnę w stylu jońskim. Nad nią znajduje się popiersie rzeźby przedstawiającej Władysława Reymonta i bohaterów jego powieści Chłopi – Jagnę i Borynę. Przed kolumna widnieją skrzyżowane dwa kłosy zboża (pszenicy).